# بانج وي
بانج وي (بالصينية: 庞伟) هو لاعب رماية صيني، ولد في 7 يوليو 1986 في باودينغ في الصين.

## وصلات خارجية
- بانج وي على موقع الاتحاد الدولي (الإنجليزية)
- بانج وي على موقع أوليمبيديا (الإنجليزية)